# منتخب غينيا لكرة اليد
منتخب غينيا لكرة اليد هو الممثل الرسمي لدولة غينيا في رياضة كرة اليد، تأهل لبطولة أفريقيا لكرة اليد للرجال مرتين في تاريخه 1981 و2020.